# 菊原初子
菊原 初子（きくはら はつこ、本名:布原初、1899年（明治32年）1月17日 - 2001年（平成13年）9月12日）は地歌箏曲演奏家。野川流三弦古生田流菊原家4代目。人間国宝。四十数年を費やして最古の三味線音楽「組歌」の楽譜化、録音をするなど、古典の伝承と普及に努めた。

## 人物
大阪府大阪市船場伏見町の生まれ。祖父が菊植明琴で父が3代目菊原琴治という芸能一家に育つ。父の元で修行し1919年（大正8年）に野川流三絃秘曲、生田流箏曲組歌全曲の巻物を伝授される。舞踊の世界でも山村流の地唄舞の地方で活躍。
長らく当道音楽会会長と大阪音楽大学名誉教授を務めた。

## 受賞等
受賞
- 1967年（昭和42年） - 芸術祭奨励賞
- 1969年（昭和44年） - 大阪芸術賞
- 同年 - 勲五等宝冠章
- 1973年 （昭和48年）- モービル音楽賞
- 1976年 （昭和51年）- 芸能功労者表彰
- 1985年 （昭和60年）- 勲四等瑞宝章

その他
- 1979年 （昭和54年）- 重要無形文化財保持者（人間国宝）に認定